# Sertania
| |  |  |
| Em contraposição ao conceito original, mapas das redes urbanas triangulares constituídas ao sul (Vitória da Conquista (BA), Montes Claros (MG) e Teófilo Otoni (MG)) e ao norte (Juazeiro (BA)-Petrolina (PE), Juazeiro do Norte (CE), Sousa (PB)) do sertão brasileiro. |  |  |

Sertania ou sertão refere-se a uma região afastada dos centros urbanos ou do litoral, "distante ou desprovida de recursos". Em sentido estrito, o termo costuma ser usado para se referir à região semiárida da Região Nordeste do Brasil. Equivale ao termo australiano outback.

## Etimologia
O termo sertão tem etimologia incerta e muitas são as hipóteses de sua origem:
- pode derivar da expressão "desertão" (ou seja, "deserto grande"), utilizada pelos portugueses para se referir às regiões despovoadas da África Equatorial. Com a eliminação do "de", o termo virou "sertão".[8][9]
- pode provir do quimbundo muchitum pela voz angolana muceltão, cujo significado é "região distante da costa", "interior", "mato".[8]
- pode provir de Domingos Afonso Sertão, que, em 1676, teria recebido uma sesmaria às margens do rio Gurgueia, no atual estado do Piauí, no Brasil.[8]
- pode provir da vila de Sertã, em Portugal.[8]
- pode tratar-se de uma corruptela da palavra "sertã" (frigideira), pelo fato de serem regiões onde se registram altas temperaturas.[10]

A utilização do termo para se referir ao interior da região Nordeste do Brasil popularizou-se a partir da publicação do livro Os Sertões, de Euclides da Cunha, em 1902, que retratou a região.
São consideradas sertanias também regiões distantes das áreas metropolitanas das capitais, onde as mesmas estão incluídas, e distantes do litoral. A construção em 1960 da nova capital do Brasil, Brasília, serviu para "sertanizar" o país, pois até então as capitais federais se situavam todas no litoral (vide Salvador e Rio de Janeiro).